# Виа Галика
Виа Галика (на латински: Via Gallica) е древен римски път в Северна Италия.
Започвал е от Виа Постумия, близо до Верона, и е свързвал градовете с днешни имена Бреша (Brixia), Бергамо (Bergamum) и Милано (Mediolanum). Пътят минавал също близо до езеро Гарда.